# Betty Garrett
Betty Garrett (St. Joseph 23 de maio de 1919 – Los Angeles, 12 de fevereiro de 2011) foi uma atriz, comediante, cantora e dançarina norte-americana. Ela originalmente se apresentou na Broadway, e então assinou um contrato de cinema com a Metro-Goldwyn-Mayer. Ela apareceu em vários filmes musicais, depois voltou para a Broadway e fez participações em várias séries de televisão.
Garrett mais tarde ficou conhecida pelos papéis que desempenhou em duas comédias importantes dos anos 1970: a vizinha politicamente liberal de Archie Bunker, Irene Lorenzo em All in the Family, e a senhoria Edna Babish em Laverne & Shirley. Nos últimos anos, ela apareceu em séries de televisão como The Golden Girls, Grey's Anatomy, Boston Public e Becker, bem como em várias peças da Broadway e revivals.

## Cinema
- 1938 - Danton's Death
- 1941 - Meet the People
- 1943 - Something for the Boys
- 1944 - Jackpot
- 1946 - Call Me Sister
- 1948 - Big City
- 1948 - Words in Music
- 1949 - Teke Me Out to the Boy Game
- 1949 - Neptune's Daughter
- 1949 - On the Town
- 1955 - My Sister Eileen
- 1957 - The Shadow of The Window
- 1968 - Plaza Suite
- 1984 - Quilters
- 2001 - Follies
- 2005 - Nunsense
- 2006 - My One and Only

## Televisão
- 1973/1975 - All in the Family
- 1976/1981 - Laverne & Shirley